# Молочно-белый кварц
Молочно-белый кварц — одна из разновидностей минерала кварц. Используется в основном для производства химического и множества технических сортов кварцевого стекла. Из него получают кремний для промышленности, а также применяют в качестве строительного вещества при выращивании кристаллов кварца. Используется как составная добавка во множестве других металлических и неметаллических сплавов. Молочно-белый кварц имеет параметры кристаллического образования[прояснить] от средних размеров до гигантских и распространён очень широко. На Урале есть множество кварцевых жил, образующих однородные тела[прояснить], имеются просто гигантские тела, так называемые силекситовые тела, месторождения «Горы Хрустальной» и «Светлореченского».